# Инарехос, Карлос
Карлос Эрнандес Инарехос (исп. Carlos Hernandez Inarejos; род. 27 мая 1984, Гандия) — испанский футбольный тренер.

## Биография
Начинал свою карьеру в качестве тренера по физической подготовке. Работал в африканских странах: в Сенегале и Замбии. Некоторое время входил в штаб кипрского клуба «Эрмис» у соотечественника Карлоса Корберана и самостоятельно руководил гибралтарской командой «Манчестер 62».
12 июля 2017 года испанец был назначен на пост главного тренера французского клуба четвёртого дивизиона «Мюлуз». По итогам сезона он занял с ним четвёртое место.
Несколько лет Инарехос работал с юниорскими ближневосточными коллективами. С января по май 2021 года возглавлял основной состав аравийского «Аш-Шабаба». В сентябре 2021 года специалист стал наставником украинского коллектива второй лиги «Карпаты» (Галич). В 2022 году клуб решил приостановить выступления в чемпионате страны. После этого Инарехос вновь вернулся в Саудовскую Аравию.
В конце сентября 2023 года специалист был назначен на должность главного тренера команды «Ноа», выступающей в армянской Премьер-лиге. Контракт с ним рассчитан до конца мая 2025 года.

## Достижения
- Серебряный призёр Чемпионата Саудовской Аравии: 2021/22
- Серебряный призёр Чемпионата Армении: 2023/24